# Jim Acker
James Justin „Jim“ Acker (* 24. September 1958 in Freer, Texas) ist ein ehemaliger Baseballspieler der Major League Baseball (MLB). Er spielte von 1983 bis 1992. Er spielte College-Baseball an der University of Texas.

## Karriere

### Toronto Blue Jays
Acker wurde von den Atlanta Braves in der ersten Runde (21. Pick) des Major League Baseball Draft 1980 ausgewählt. Am 6. Dezember 1982 wurde er von den Toronto Blue Jays im Rule 5 Draft von 1982 eingezogen. Er spielte für die Jays vier Jahre hauptsächlich als Relief Pitcher.

### Atlanta Braves
Am 6. Juli 1986 wurde Acker zu den Braves getradet. Er verbrachte vier Jahre bei den Braves und erzielte in 169 Spielen 7 Siege, 27 Niederlagen mit 16 Saves und einem ERA von 3,71.
Am 24. August 1989 wurde Acker von den Braves zurück zu den Toronto Blue Jays getradet.

### Toronto Blue Jays
Acker verbrachte einen Teil des Jahres 1989 und die gesamte Saison 1990 und 1991 wieder bei den Blue Jays. In seiner gesamten siebenjährigen Karriere bei den Jays verzeichnete er in 281 Spielen 26 Siege und 22 Niederlagen mit 14 Saves und einem ERA von 4,07. Am 31. Oktober 1991 wurde er ein Free Agent.

### Seattle Mariners
Acker unterschrieb am 2. Februar 1992 als Free Agent bei den Seattle Mariners. Er erschien in 17 Spielen und erzielte einen ERA von 5.28, bevor er am 21. Juli 1992 entlassen wurde.

### Oklahoma City 89ers
Nach den Seattle Mariners spielte Acker 1993 bei den Oklahoma City 89ers, einem Triple-A Team der Texas Rangers. Nachdem er in 6 Spielen erschienen ist, beendete er seinen Karriere.